# Classements de la saison 2019 de NCAA (football américain)
Trois sondages relatifs à la saison 2019 de Division 1 FBS (Football Bowl Subdivision) de football américain universitaire sont reconnus par la NCAA même si de nombreux autres sondages sont publiés dans divers médias.
Contrairement à la plupart des autres sports, l'organe directeur de la NCAA ne décerne pas un titre de champion national au terme de la saison régulière. Ce titre est décerné par une ou plusieurs agences de sondages (les polls) ce qui explique que par le passé plusieurs équipes différentes pouvaient être déclarées championnes d'une même saison. 
Deux des principaux organismes de sondage, l'AP Poll et le Coaches'Poll, commencent à publier leurs classements avant le début de la saison et le font ensuite après chaque semaine de compétition.
Depuis la saison 2014, un 3e classement est réalisé à partir de la mi-saison (après la 8e semaine de compétition) : le College Football Playoff (CFP). 
La saison régulière est suivie d'un système de playoffs regroupant quatre équipes. Il remplace l'ancien système du BCS Bowl Championship Series. Après la dernière semaine de saison régulière, le comité du CFP dévoile le classement final de la Div. 1 du FBS. Ce dernier classement détermine les quatre équipes qui participent aux playoffs lesquels se terminent par la grande finale nationale du mois de janvier. Il désigne également les équipes qui participent aux 4 autres bowls majeurs n'accueillant pas les demi-finales du CFP.

## Légende
|       |  | Monte dans le classement                                                    |
|       |  | Descend dans le classement                                                  |
|       |  | Même classement que le w-e précédent                                        |
|       |  | Sélectionné pour le College Football Playoff                                |
|       |  | Champion National                                                           |
| (#–#) |  | Matchs (Gagné-Perdu)                                                        |
| ≈     |  | A égalité avec l'équipe possédant le même symbole (du dessus ou du dessous) |

## Classements CFP
La parution du classement du College Football Playoff est prévue le 5 novembre 2019 au terme de la semaine 10 et par la suite chaque mardi après les rencontres des semaines 11 à 15. Le classement final du CFP sera publié le dimanche 8 janvier et il déterminera les quatre finalistes qui participeront au tour final pour le titre de champion NCAA de football américain 2019.
| C.F.P.                 | Semaine 9 5 Nov.       | Semaine 10 12 Nov.      | Semaine 11 19 Nov.      | Semaine 12 26 Nov.       | Semaine 13 3 Dec.        | Semaine 15 (Final) 10 Déc. | Saison 2019 |
| ---------------------- | ---------------------- | ----------------------- | ----------------------- | ------------------------ | ------------------------ | -------------------------- | ----------- |
| 1                      | Ohio State (8-0)       | LSU (9-0)               | LSU (10-0)              | Ohio State (11-0)        | Ohio State (12-0)        | LSU (13-0)                 | 1           |
| 2                      | LSU (8-0)              | Ohio State (9-0)        | Ohio State (10-0)       | LSU (11-0)               | LSU (12-0)               | Ohio State (13-0)          | 2           |
| 3                      | Alabama (8-0)          | Clemson (10-0)          | Clemson (10-0)          | Clemson (11-0)           | Clemson (12-0)           | Clemson (13-0)             | 3           |
| 4                      | Penn State (8-0)       | Georgia (8-1)           | Georgia (9-1)           | Georgia (10-1)           | Georgia (11-1)           | Oklahoma (12-1)            | 4           |
| 5                      | Clemson (9-0)          | Alabama (8-1)           | Alabama (9-1)           | Alabama (10-1)           | Utah (11-1)              | Georgia (11-2)             | 5           |
| 6                      | Georgia (7-1)          | Oregon (8-1)            | Oregon (9-1)            | Utah (10-1)              | Oklahoma (11-1)          | Oregon (11-2)              | 6           |
| 7                      | Oregon (8-1)           | Utah (8-1)              | Utah (9-1)              | Oklahoma (10-1)          | Baylor (11-1)            | Baylor (11-2)              | 7           |
| 8                      | Utah (8-1)             | Minnesota (9-0)         | Penn State (9-1)        | Minnesota (10-1)         | Wisconsin (10-2)         | Wisconsin (10-3)           | 8           |
| 9                      | Oklahoma (7-1)         | Penn State (8-1)        | Oklahoma (9-1)          | Baylor (10-1)            | Florida (10-2)           | Florida (10-2)             | 9           |
| 10                     | Florida (7-2)          | Oklahoma (8-1)          | Minnesota (9-1)         | Penn State (9-2)         | Penn State (10-2)        | Penn State (10-2)          | 10          |
| 11                     | Auburn (7-2)           | Florida (8-2)           | Florida (9-2)           | Florida (9-2)            | Auburn (9-3)             | Utah (11-2)                | 11          |
| 12                     | Baylor (8-0)           | Auburn (7-2)            | Wisconsin (8-2)         | Wisconsin (9-2)          | Alabama (10-2)           | Auburn (9-3)               | 12          |
| 13                     | Wisconsin (6-2)        | Baylor (9-0)            | Michigan (8-2)          | Michigan (9-2)           | Oregon (10-2)            | Alabama (10-2)             | 13          |
| 14                     | Michigan (7-2)         | Wisconsin (7-2)         | Baylor (9-1)            | Oregon (9-2)             | Michigan (9-3)           | Michigan (9-3)             | 14          |
| 15                     | Notre Dame (6-2)       | Michigan (7-2)          | Auburn (7-3)            | Auburn (8-3)             | Notre Dame (10-2)        | Notre Dame (10-2)          | 15          |
| 16                     | Kansas State (6-2)     | Notre Dame (7-2)        | Notre Dame (8-2)        | Notre Dame (9-2)         | Iowa (9-3)               | Iowa (9-3)                 | 16          |
| 17                     | Minnesota (8-0)        | Cincinnati (8-1)        | Iowa (7-3)              | Iowa (8-3)               | Memphis (11-1)           | Memphis (12-1)             | 17          |
| 18                     | Iowa (6-2)             | Memphis (8-1)           | Memphis (9-1)           | Memphis (10-1)           | Minnesota (10-2)         | Minnesota (10-2)           | 18          |
| 19                     | Wake Forest (7-1)      | Texas (6-3)             | Cincinnati (9-1)        | Cincinnati (10-1)        | Boise State (11-1)       | Boise State (12-1)         | 19          |
| 20                     | Cincinnati (7-1)       | Iowa (6-3)              | Boise State (9-1)       | Boise State (10-1)       | Cincinnati (10-2)        | Appalachian State (12-1)   | 20          |
| 21                     | Memphis (8-1)          | Boise State (8-1)       | Oklahoma State (7-3)    | Oklahoma State (8-3)     | Appalachian State (11-1) | Cincinnati (10-3)          | 21          |
| 22                     | Boise State (7-1)      | Oklahoma State (6-3)    | Iowa State (6-4)        | USC (8-4)                | USC (8-4)                | USC (8-4)                  | 22          |
| 23                     | Oklahoma State (6-3)   | Navy (7-1)              | USC (7-4)               | Iowa State (7-4)         | Virginia (9-3)           | Navy (10-2)                | 23          |
| 24                     | Navy (7-1)             | Kansas State (6-3)      | Appalachian State (9-1) | Virginia Tech (8-3)      | Navy (10-2)              | Virginia (9-4)             | 24          |
| 25                     | SMU (8-1)              | Appalachian State (8-1) | SMU (9-1)               | Appalachian State (10-1) | Oklahoma State (8-4)     | Oklahoma State (8-4)       | 25          |
|                        | Semaine 9 5 Nov.       | Semaine 10 12 Nov.      | Semaine 11 19 Nov.      | Semaine 12 26 Nov        | Semaine 13 3 Déc.        | Semaine 15 (Final) 10 Déc. |             |
| Sortis du classement : | Sortis du classement : | Wake Forest SMU         | Texas Navy Kansas State | SMU                      | Iowa State Virginia Tech | -                          |             |

## Classements AP Poll
| A.P.                   | Présaison 19 août      | Sem. 1 3 Sept.                  | Sem. 2 8 Sept.                        | Sem. 3 15 Sept.                  | Sem. 4 22 Sept.                    | Sem. 5 29 Sept.                      | Sem. 6 6 Oct.                                | Sem. 7 13 Oct.                         | Sem. 8 20 Oct.          | Sem. 9 27 Oct.                 | Sem. 10 3 Nov.        | Sem. 11 10 Nov.                          | Sem. 12 17 Nov.         | Sem. 13 24 Nov.          | Sem. 14 1er Déc.             | Sem. 15 8 Déc.              | Ap. Bowls 14 Jan.        | Saison 2019 |
| ---------------------- | ---------------------- | ------------------------------- | ------------------------------------- | -------------------------------- | ---------------------------------- | ------------------------------------ | -------------------------------------------- | -------------------------------------- | ----------------------- | ------------------------------ | --------------------- | ---------------------------------------- | ----------------------- | ------------------------ | ---------------------------- | --------------------------- | ------------------------ | ----------- |
| 1                      | Clemson (52)           | Clemson (52) (1-0)              | Clemson (56) (2-0)                    | Clemson (3–0) (57)               | Clemson (4-0) (55)                 | Alabama (5-0) (29)                   | Alabama (5-0) (32)                           | Alabama (6-0) (30)                     | Alabama (7-0) (24)      | LSU (8-0) (17)                 | LSU (8-0) (17)        | LSU (9-0) (54)                           | LSU (10-0) (54)         | LSU (11-0) (50)          | LSU (12-0) (40)              | LSU (13-0) (47)             | LSU (15-0) (62)          | 1           |
| 2                      | Alabama (10)           | Alabama (6) (1-0)               | Alabama (6) (2-0)                     | Alabama (3–0) (5)                | Alabama (4-0) (6)                  | Clemson (5-0) (18)                   | Clemson (5-0) (15)                           | LSU (6-0) (12)                         | LSU (7-0) (16)          | Alabama (8-0) (21)             | Alabama (8-0) (21)    | Ohio State (9-0) (5)                     | Ohio State (10-0) (5)   | Ohio State (11-0) (9)    | Ohio State (12-0) (19)       | Ohio State (13-0) (12)      | Clemson (14-1)           | 2           |
| 3                      | Georgia                | Georgia (1-0)                   | Georgia (2-0)                         | Georgia (3–0)                    | Georgia (4-0) (1)                  | Georgia (4-0)                        | Georgia (5-0) (3) Ohio State (6-0) (10)      | Clemson (6-0) (11)                     | Ohio State (7-0) (13)   | Ohio State (8-0) (17)          | Ohio State (8-0) (17) | Clemson (10-0) (3)                       | Clemson (11-0) (3)      | Clemson (11-0) (3)       | Clemson (12-0) (3)           | Clemson (13-0) (3)          | Ohio State (13-1)        | 3           |
| 4                      | Oklahoma               | Oklahoma (1-0)                  | LSU (2-0)                             | LSU (3-0)                        | LSU (4-0)                          | Ohio State (5-0) (7)                 | Georgia (5-0) (3) Ohio State (6-0) (10)      | Ohio State (6-0) (9)                   | Clemson (7-0) (9)       | Clemson (8-0) (7)              | Clemson (9-0) (7)     | Alabama (8-1)                            | Georgia (9-1)           | Georgia (10-1)           | Georgia (11-1)               | Oklahoma (12-1)             | Georgia (12–2)           | 4           |
| 5                      | Ohio State             | Ohio State (1-0)                | Oklahoma (2-0)                        | Oklahoma (3-0)                   | Ohio State (4-0)                   | LSU (4-0)                            | LSU (5-0) (2)                                | Oklahoma (6-0)                         | Oklahoma (7-0)          | Penn State (8-0)               | Penn State (8-0)      | Georgia (8-1)                            | Alabama (9-1)           | Alabama (10-1)           | Utah (11-1)                  | Georgia (11-2)              | Oregon (12–2)            | 5           |
| 6                      | LSU                    | LSU (1-0)                       | Ohio State (2-0)                      | Ohio State (3-0)                 | Oklahoma (3-0)                     | Oklahoma (4-0)                       | Oklahoma (5-0)                               | Wisconsin (6-0)                        | Penn State (7-0)        | Florida (7-1)                  | Georgia (7-1)         | Oregon (8-1)                             | Oregon (9-1)            | Utah (10-1)              | Oklahoma (11-1)              | Florida (10-2)              | Florida (11–2)           | 6           |
| 7                      | Michigan               | Michigan (1-0)                  | Notre Dame (1-0)                      | Notre Dame (2-0)                 | Auburn (4-0)                       | Auburn (5-0) (3)                     | Florida (6-0)                                | Penn State (6-0)                       | Florida (7-1)           | Oregon (7-1)                   | Oregon (8-1)          | Minnesota (9-0)                          | Utah (9-1)              | Oklahoma (10-1)          | Florida (10-2)               | Oregon (11-2)               | Oklahoma (12–2)          | 7           |
| 8                      | Florida                | Notre Dame (1-0)                | Auburn (2-0)                          | Auburn (3-0)                     | Wisconsin (3-0)                    | Wisconsin (4-0)                      | Wisconsin (5-0)                              | Notre Dame (5-1)                       | Notre Dame (5-1)        | Georgia (6-1)                  | Utah (8-1)            | Utah (8-1)                               | Oklahoma (9-1)          | Florida (9-2)            | Baylor (11-1)                | Baylor (11-2)               | Alabama (11–2)           | 8           |
| 9                      | Notre Dame             | Texas (1-0)                     | Florida (2-0)                         | Florida (3-0)                    | Florida (4-0)                      | Notre Dame (4-1)                     | Notre Dame (4-1)                             | Florida (6-1)                          | Auburn (6-1)            | Utah (7-1)                     | Oklahoma (7-1)        | Penn State (8-1)                         | Penn State (9-1)        | Minnesota (10-1)         | Alabama (10-2)               | Alabama (10-2) Auburn (9-3) | Penn State (11–2)        | 9           |
| 10                     | Texas                  | Auburn (1-0)                    | Michigan (2-0)                        | Utah (3-0)                       | Notre Dame (2-1)                   | Florida (5-0)                        | Penn State (5-0)                             | Georgia (5-1)                          | Georgia (6-1)           | Oklahoma (7-1)                 | Florida (7-2)         | Oklahoma (8-1)                           | Florida (9-2)           | Michigan (9-2)           | Wisconsin (10-2)             | Alabama (10-2) Auburn (9-3) | Minnesota (11–2)         | 10          |
| 11                     | Oregon                 | Florida (1-0)                   | Utah (2-0)                            | Michigan (2-0)                   | Texas (3-1)                        | Texas (3-1)                          | Texas (4-1)                                  | Auburn (5-1)                           | Oregon (6-1)            | Auburn (6-2)                   | Baylor (8-0)          | Florida (8-2)                            | Minnesota (9-1)         | Baylor (10-1)            | Auburn (9-3)                 | Wisconsin (10-3)            | Wisconsin (10–4)         | 11          |
| 12                     | Texas A&M              | Texas A&M (1-0)                 | Texas (1-1)                           | Texas (2-1)                      | Penn State (3-0)                   | Penn State (4-0)                     | Auburn (5-1)                                 | Oregon (5-1)                           | Utah (6-1)              | Baylor (8-0)                   | Auburn (7-2)          | Baylor (9-0)                             | Michigan (8-2)          | Penn State (9-2)         | Penn State (10-2)            | Utah (11-2)                 | Notre Dame (11–2)        | 12          |
| 13                     | Washington             | Utah (1-0)                      | Penn State (2-0)                      | Penn State (3-0) Wisconsin (2-0) | Oregon (3-1)                       | Oregon (3-1)                         | Oregon (4-1)                                 | Utah (5-1)                             | Wisconsin (6-1)         | Minnesota (8-0)                | Minnesota (8-0)       | Auburn (7-2)                             | Baylor (9-1)            | Wisconsin (9-2)          | Oregon (10-2)                | Penn State (10-2)           | Baylor (11–3)            | 13          |
| 14                     | Utah                   | Washington (1-0)                | Wisconsin (2-0)                       | Penn State (3-0) Wisconsin (2-0) | Iowa (4-0)                         | Iowa (4-0)                           | Boise State (5-0)                            | Boise State (6-0)                      | Baylor (7-0)            | Michigan (6-2)                 | Michigan (7-2)        | Michigan (7-2)                           | Wisconsin (8-2)         | Oregon (9-2)             | Notre Dame (10-2)            | Notre Dame (10-2)           | Auburn (9–4)             | 14          |
| 15                     | Penn State             | Penn State (1-0)                | Oregon (1-1)                          | UCF (3-0)                        | California (4-0)                   | Washington (4-1)                     | Utah (4-1)                                   | Texas (4-2)                            | Texas (5-2)             | SMU (8-0)                      | Notre Dame (6-2)      | Wisconsin (7-2)                          | Notre Dame (8-2)        | Notre Dame (9-2)         | Minnesota (10-2)             | Memphis (12-1)              | Iowa (10–3)              | 15          |
| 16                     | Auburn                 | Oregon (1-0)                    | Texas A&M (1-1)                       | Oregon (2-1)                     | Boise State (4-0)                  | Boise State (4-0)                    | Michigan (4-1)                               | Michigan (5-1)                         | SMU (7-0)               | Notre Dame (5-2)               | Wisconsin (6-2)       | Notre Dame (7-2)                         | Auburn (7-3)            | Auburn (8-3)             | Memphis (11-1)               | Minnesota (10-2)            | Utah (11–3)              | 16          |
| 17                     | UCF                    | Wisconsin (1-0)                 | UCF (2-0)                             | Texas A&M (2-1)                  | Washington (3-1)                   | Utah (4-1)                           | Iowa (4-1)                                   | Arizona State (5-1)                    | Minnesota (7-0)         | Cincinnati (6-1)               | Cincinnati (7-1)      | Cincinnati (8-1)                         | Cincinnati (9-1)        | Memphis (10-1)           | Michigan (9-3)               | Michigan (9-3)              | Memphis (12–2)           | 17          |
| 18                     | Michigan State         | UCF (1-0)                       | Michigan State (2-0)                  | Iowa (3-0)                       | Virginia (4-0)                     | UCF (4-1)                            | Arizona State (4-1)                          | Baylor (6-0)                           | Cincinnati (6-1)        | Wisconsin (6-2)                | Iowa (6-2)            | Memphis (8-1)                            | Memphis (9-1)           | Cincinnati (10-1)        | Iowa (9-3)                   | Boise State (12-1)          | Michigan (9–4)           | 18          |
| 19                     | Wisconsin              | Michigan State (1-0)            | Iowa (2-0)                            | Washington State (3-0)           | Utah (3-1)                         | Michigan (3-1)                       | Wake Forest (5-0)                            | SMU (6-0)                              | Michigan (5-2)          | Iowa (6-2)                     | Memphis (8-1)         | Boise State (8-1)                        | Iowa (7-3)              | Iowa (8-3)               | Boise State (11-1)           | Iowa (9-3)                  | Appalachian State (13–1) | 19          |
| 20                     | Iowa                   | Iowa (1-0)                      | Washington State (2-0)                | Boise State (3-0)                | Michigan (2-1)                     | Arizona State (4-1)                  | Virginia (4-1)                               | Minnesota (6-0)                        | Iowa (5-2)              | Appalachian State (7-0)        | Kansas State (6-2)    | SMU (9-1)                                | Boise State (9-1)       | Boise State (10-1)       | Appalachian State (11-1)     | Appalachian State (12-1)    | Navy (11–2)              | 20          |
| 21                     | Iowa State             | Syracuse (1-0)                  | Maryland (2-0)                        | Virginia (3-0)                   | USC (3-1)                          | Oklahoma State (4-1)                 | SMU (6-0)                                    | Cincinnati (5-1)                       | Appalachian State (6-0) | Boise State (6-1)              | Boise State (7-1)     | Navy (7-1)                               | SMU (9-1)               | Oklahoma State (8-3)     | Cincinnati (10-2)            | Navy (9-2)                  | Cincinnati (11–3)        | 21          |
| 22                     | Syracuse               | Washington State (1-0)          | Boise State (2-0)                     | Washington (2-1)                 | UCF (3-1)                          | Wake Forest (5-0)                    | Baylor (5-0)                                 | Missouri (5-1)                         | Boise State (6-1)       | Kansas State (5-2)             | Wake Forest (7-1)     | Texas (6-3)                              | Oklahoma State (9-1)    | Appalachain State (10-1) | Virginia (9-3)               | USC (8-4)                   | Air Force (11-2)         | 22          |
| 23                     | Washington State       | Stanford (1-0)                  | Washington (1-1)                      | California (3-0)                 | Texas A&M (2-2)                    | Virginia (4-1)                       | Memphis (5-0)                                | Iowa (4-2)                             | Iowa State (5-2)        | Wake Forest (6-1)              | SMU (8-1)             | Iowa (6-3)                               | Appalachian State (9-1) | Virginia Tech (8-3)      | Navy (9-2)                   | Cincinnati (10-3)           | Boise State (12-2)       | 23          |
| 24                     | Nebraska               | Boise State (1-0)               | USC (2-0)                             | Arizona State (3-0)              | Kansas State (3-0)                 | SMU (5-0)                            | Texas A&M (3-2)                              | Appalachian State (5-0)                | Arizona State (5-2)     | Memphis (7-1)                  | San Diego State (7-1) | Indiana (7-2)                            | Texas A&M (7-3)         | Navy (8-2)               | USC (8-4)                    | Air Forces (10-2)           | UCF (10-3)               | 24          |
| 25                     | Stanford               | Nebraska (1-0) Iowa State (1-0) | Virginia (2-0)                        | TCU (3-0)                        | Michigan State (3-1)               | Michigan State (4-1) Texas A&M (3-2) | Cincinnati (4-1)                             | Washington (5-2)                       | Wake Forest (6-1)       | San Diego State (7-1)          | Navy (7-1)            | Oklahoma State (6-3)                     | Virginia Tech (7-3)     | USC (8-4)                | Air Forces (10-2)            | Oklahoma State (8-4)        | Texas (8-5)              | 25          |
| A.P.                   | Présaison 19 août      | Sem. 1 3 Sept.                  | Sem. 2 8 Sept.                        | Sem. 3 15 Sept.                  | Sem. 4 22 Sept.                    | Sem. 5 29 Sept.                      | Sem. 6 6 Oct.                                | Sem. 7 13 Oct.                         | Sem. 8 20 Oct.          | Sem. 9 27 Oct.                 | Sem. 10 3 Nov.        | Sem. 11 10 Nov.                          | Sem. 12 17 Nov.         | Sem. 13 24 Nov.          | Sem. 14 1erDéc.              | Sem. 15 8 Déc.              | Ap. Bowls 14 Jan.        |             |
| Sortis du classement : | Sortis du classement : | Northwestern                    | Nebraska Iowa State Stanford Syracuse | Michigan State Maryland USC      | Washington State Arizona State TCU | California USC Kansas State          | Washington UCF Oklahoma State Michigan State | Virginia Wake Forest Memphis Texas A&M | Missouri Washington     | Texas Iowa State Arizona State | Appalachian State     | Kansas State Wake Forest San Diego State | Navy Texas Indiana      | SMU Texas A&M            | Oklahoma State Virginia Tech | Virginia                    | USC Oklahoma State       |             |

## Classements Coaches'Poll
| C.P.                   | Présaison 1er août     | Sem. 1 3 Sept.           | Sem. 2 8 Sept.             | Sem. 3 15 Sept.                               | Sem. 4 22 Sept.                | Sem. 5 29 Sept.                    | Sem. 6 6 Oct.                                | Sem. 7 13 Oct.                         | Sem. 8 20 Oct.          | Sem. 9 27 Oct.          | Sem. 10 3 Nov.          | Sem. 11 10 Nov.                          | Sem. 12 17 Nov.         | Sem. 13 24 Nov.               | Sem. 14 1er Déc.             | Sem. 15 8 Déc.           | Ap. Bowls 14 Jan.        | Saison 2019 |
| ---------------------- | ---------------------- | ------------------------ | -------------------------- | --------------------------------------------- | ------------------------------ | ---------------------------------- | -------------------------------------------- | -------------------------------------- | ----------------------- | ----------------------- | ----------------------- | ---------------------------------------- | ----------------------- | ----------------------------- | ---------------------------- | ------------------------ | ------------------------ | ----------- |
| 1                      | Clemson (59)           | Clemson (58) (1-0)       | Clemson (60) (2-0)         | Clemson (62) (3-0)                            | Clemson (62) (4-0)             | Alabama (29) (5-0)                 | Alabama (42) (5-0)                           | Alabama (44) (6-0)                     | Alabama (44) (7-0)      | Alabama (40) (8-0)      | Alabama (37) (8-0)      | LSU (9-0) (55)                           | LSU (9-0) (55)          | LSU (9-0) (55)                | LSU (12-0) (43)              | LSU (13-0) (46)          | LSU (15-0) (65)          | 1           |
| 2                      | Alabama (6)            | Alabama (6) (1-0)        | Alabama (3) (2-0)          | Alabama (3) (3-0)                             | Alabama (2) (3-0)              | Clemson (30) (5-0)                 | Clemson (20) (5-0)                           | Clemson (14) (6-0)                     | Clemson (10) (7-0)      | LSU (8-0) (7)           | LSU (8-0) (11)          | Ohio State (5) (9-0)                     | Ohio State (6) (10-0)   | Ohio State (7) (11-0)         | Ohio State (17) (12-0)       | Ohio State (14) (13-0)   | Clemson (14-1)           | 2           |
| 3                      | Georgia                | Georgia (1-0)            | Georgia (2-0)              | Georgia (3-0)                                 | Georgia (1) (4-0)              | Georgia (1) (4-0)                  | Georgia (5-0)                                | LSU (6-0) (3)                          | LSU (7-0) (3)           | Clemson (10) (8-0)      | Clemson (9) (9-0)       | Clemson (4) (10-0)                       | Clemson (4) (11-0)      | Clemson (4) (11-0)            | Clemson (4) (12-0)           | Clemson (5) (13-0)       | Ohio State (13-1)        | 3           |
| 4                      | Oklahoma               | Oklahoma (1-0)           | Oklahoma (2-0)             | Oklahoma (3-0)                                | Oklahoma (3-0)                 | Oklahoma (4-0)                     | Ohio State (3) (5-0)                         | Ohio State (4) (6-0)                   | Ohio State (8) (7-0)    | Ohio State (8) (8-0)    | Ohio State (8) (8-0)    | Alabama (8-1)                            | Georgia (9-1)           | Georgia (10-1)                | Georgia (11-1)               | Oklahoma (12-1)          | Georgia (12-2)           | 4           |
| 5                      | Ohio State             | Ohio State (1-0)         | LSU (2-0)                  | LSU (3-0)                                     | LSU (4-0)                      | Ohio State (4) (5-0)               | Oklahoma (5-0)                               | Oklahoma (6-0)                         | Oklahoma (7-0)          | Penn State (8-0)        | Penn State (8-0)        | Georgia (8-1)                            | Alabama (9-1)           | Alabama (10-1)                | Utah (11-1)                  | Georgia (11-2)           | Oregon (12-2)            | 5           |
| 6                      | LSU                    | LSU (1-0)                | Ohio State (2-0)           | Ohio State (3-0)                              | Ohio State (4-0)               | LSU (4-0)                          | LSU (5-0)                                    | Wisconsin (6–0)                        | Penn State (7-0)        | Florida (7-1)           | Georgia (7-1)           | Oregon (8-1)                             | Oregon (9-1)            | Utah (10-1)                   | Oklahoma (11-1)              | Oregon (11-2)            | Oklahoma (12-2)          | 6           |
| 7                      | Michigan               | Michigan (1-0)           | Notre Dame (1-0)           | Notre Dame (2-0)                              | Auburn (4-0)                   | Auburn (4-0)                       | Florida (6-0)                                | Penn State (6-0)                       | Notre Dame (5-1)        | Georgia (6-1)           | Oregon (8-1)            | Minnesota (9-0)                          | Oklahoma (9-1)          | Oklahoma (10-1)               | Florida (10-2)               | Florida (10-2)           | Florida (11-2)           | 7           |
| 8                      | Florida                | Notre Dame (1-0)         | Florida (2-0)              | Florida (3-0)                                 | Florida (4-0)                  | Florida (5-0)                      | Wisconsin (5–0)                              | Notre Dame (5-1)                       | Florida (7-1)           | Oregon (7-1)            | Oklahoma (7-1)          | Oklahoma (8-1)                           | Utah (9-1)              | Florida (9-2)                 | Baylor (11-1)                | Baylor (11-2)            | Alabama (11-2)           | 8           |
| 9                      | Notre Dame             | Texas (1-0)              | Auburn (2-0)               | Auburn (3-0)                                  | Wisconsin (3-0)                | Wisconsin (4-0)                    | Penn State (5-0)                             | Florida (6-1)                          | Georgia (6-1)           | Oklahoma (7-1)          | Utah (8-1)              | Utah (8-1)                               | Penn State (9-1)        | Minnesota (10-1)              | Alabama (10-2)               | Alabama (10-2)           | Penn State (11-2)        | 9           |
| 10                     | Texas                  | Florida (1-0)            | Michigan (2-0)             | Michigan (2-0)                                | Notre Dame (2-1)               | Notre Dame (3-1)                   | Notre Dame (4-1)                             | Georgia (5-1)                          | Auburn (6-1)            | Utah (7-1)              | Baylor (8-0)            | Baylor (9-0)                             | Florida (9-2)           | Baylor (10-1)                 | Wisconsin (10–2)             | Utah (11-2)              | Minnesota (11–2)         | 10          |
| 11                     | Texas A&M              | Texas A&M (1-0)          | Penn State (2-0)           | Utah (3-0)                                    | Penn State (3-0)               | Penn State (4-0)                   | Texas (4-1)                                  | Auburn (5-1)                           | Oregon (6-1)            | Baylor (7-0)            | Florida (7-2)           | Penn State (8-1)                         | Minnesota (9-1)         | Michigan (9-2)                | Penn State (10-2)            | Wisconsin (10-3)         | Notre Dame (11-2)        | 11          |
| 12                     | Washington             | Washington (1-0)         | Utah (2-0)                 | Penn State (3-0)                              | Texas (3-1)                    | Texas (3-1)                        | Auburn (4-1)                                 | Oregon (5-1)                           | Utah (6-1)              | Auburn (6-2)            | Auburn (7-2)            | Florida (8-2)                            | Michigan (8-2)          | Penn State (9-2)              | Auburn (9-3)                 | Penn State (10-2)        | Baylor (11–3)            | 12          |
| 13                     | Oregon                 | Auburn (1-0)             | Texas (1-1)                | Texas (2-1)                                   | Oregon (3-1)                   | Oregon (3-1)                       | Oregon (4-1)                                 | Boise State (6-0)                      | Wisconsin (6–1)         | Minnesota (8-0)         | Minnesota (8-0)         | Auburn (7-2)                             | Baylor (9-1)            | Oregon (9-2)                  | Oregon (10-2)                | Auburn (9-3)             | Wisconsin (10–4)         | 13          |
| 14                     | Penn State             | Penn State (1-0)         | Wisconsin (2-0)            | Wisconsin (2-0)                               | Iowa (3-0)                     | Iowa (4-0)                         | Boise State (5-0)                            | Utah (5-1)                             | Baylor (7-0)            | SMU (8-0)               | Michigan (7-2)          | Michigan (7-2)                           | Wisconsin (8–2)         | Wisconsin (9–2)               | Notre Dame (10-2)            | Notre Dame (10-2)        | Auburn (9-4)             | 14          |
| 15                     | Utah                   | Utah (1-0)               | Texas A&M (1-1)            | Texas A&M (2-1)                               | Boise State (4-0)              | Boise State (4-0)                  | Utah (4-1)                                   | Texas (4-2)                            | Texas (5-2)             | Michigan (6-2)          | Notre Dame (6-2)        | Wisconsin (7–2)                          | Notre Dame (8-2)        | Notre Dame (10-2)             | Minnesota (10-2)             | Memphis (12-1)           | Iowa (10–3)              | 15          |
| 16                     | Auburn                 | Wisconsin (1-0)          | UCF (2-0)                  | UCF (3-0)                                     | California (4-0)               | Washington (4-1)                   | Michigan (4-1)                               | Michigan (5-1)                         | Minnesota (7-0)         | Notre Dame (5-2)        | Wisconsin (6–2)         | Notre Dame (7-2)                         | Auburn (7-3)            | Auburn (8-3)                  | Memphis (11-1)               | Minnesota (10-2)         | Utah (11–3)              | 16          |
| 17                     | UCF Wisconsin          | UCF (1-0)                | Oregon (1-1)               | Oregon (2-1)                                  | Washington (3-1)               | Utah (4-1)                         | Wake Forest (5-0)                            | Arizona State (5-1)                    | SMU (7-0)               | Wisconsin (6–2)         | Cincinnati (7-1)        | Cincinnati (8-1)                         | Cincinnati (9-1)        | Cincinnati (10-1)             | Boise State (11-1)           | Michigan (9-3)           | Memphis (12–2)           | 17          |
| 18                     | UCF Wisconsin          | Oregon (1-0)             | Iowa (2-0)                 | Iowa (3-0)                                    | Virginia (4-0)                 | Michigan (3-1)                     | Iowa (4-1)                                   | Baylor (6-0)                           | Cincinnati (6-1)        | Cincinnati (6-1)        | Iowa (6-2)              | Memphis (8-1)                            | Memphis (9-1)           | Memphis (10-1)                | Michigan (9-3)               | Boise State (12-1)       | Appalachian State (13–1) | 18          |
| 19                     | Iowa                   | Iowa (1-0)               | Michigan State (2-0)       | Washington State (3-0)                        | Utah (3-1)                     | UCF (4-1)                          | Virginia (4-1)                               | SMU (6-0)                              | Iowa (5-2)              | Iowa (6-2)              | Memphis (8-1)           | Boise State (8-1)                        | Boise State (9-1)       | Boise State (10-1)            | Iowa (9-3)                   | Iowa (9-3)               | Michigan (9–4)           | 19          |
| 20                     | Michigan State         | Michigan State (1-0)     | Washington State (2-0)     | Boise State (3-0)                             | Michigan (2-1)                 | Wake Forest (5-0)                  | Memphis (5-0)                                | Minnesota (6-0)                        | Michigan (5-2)          | Appalachian State (7-0) | Wake Forest (7-1)       | SMU (9-1)                                | Iowa (7-3)              | Iowa (8-3)                    | Appalachian State (11-1)     | Appalachian State (12-1) | Navy (11–2)              | 20          |
| 21                     | Washington State       | Washington State (1-0)   | Washington (1-1)           | Washington (2-1)                              | Texas A&M (2-2)                | Texas A&M (3-2)                    | Texas A&M (3-2)                              | Cincinnati (5-1)                       | Boise State (6-1)       | Boise State (6-1)       | Boise State (7-1)       | Navy (7-1)                               | SMU (9-1)               | Oklahoma State (8-3)          | Cincinnati (10-2)            | Navy (9-2)               | Cincinnati (11–3         | 21          |
| 22                     | Syracuse               | Syracuse (1-0)           | Boise State (2-0)          | Virginia (3-0)                                | Kansas State (3-0)             | Virginia (4-1)                     | SMU (6-0)                                    | Iowa (4-2)                             | Appalachian State (6-0) | Wake Forest (6-1)       | Kansas State (6-2       | Iowa (6-3)                               | Appalachian State (9-1) | Appalachian State (10-1)      | Virginia (9-3)               | Cincinnati (10-3)        | Boise State (12–2)       | 22          |
| 23                     | Stanford               | Stanford (1-0)           | Mississippi State (2-0)    | California (3-0)                              | UCF (3-1)                      | Michigan State (4-1) Memphis (4–0) | Baylor (5-0)                                 | Washington (5-2)                       | Wake Forest (6-1)       | Memphis (7-1)           | SMU (8-1)               | Texas (6-3)                              | Oklahoma State (7-3)    | Virginia Tech (8-3)           | Navy (9-2)                   | USC (8-4)                | Air Force (11–2)         | 23          |
| 24                     | Iowa State             | Boise State (1-0)        | USC (2-0)                  | Arizona State (3-0)                           | Wake Forest (4-0)              | Michigan State (4-1) Memphis (4–0) | Arizona State (4-1)                          | Appalachian State (5-0)                | Arizona State (5-2)     | Texas (5-2)             | San Diego State (7-1)   | Appalachian State (8-1)                  | Texas A&M (7-3)         | Navy (8-2)                    | USC (8-4)                    | Air Force (10-2)         | UCF (10–3)               | 24          |
| 25                     | Northwestern           | Nebraska (1-0)           | Maryland (2-0)             | Kansas State (3-0)                            | USC (3–1)                      | Oklahoma State (4-1)               | Minnesota (5-0)                              | Temple (5-1)                           | Memphis (6-1)           | Kansas State (5-2)      | Navy (7-1)              | Indiana (7-2)                            | San Diego State (8-2)   | USC (8-4)                     | Air Force (10-2)             | Virginia (9-4)           | Virginia (9-5)           | 25          |
| C.P.                   | Présaison 1er août     | Sem. 1 3 Sept.           | Sem. 2 8 Sept.             | Sem. 3 15 Sept.                               | Sem. 4 22 Sept.                | Sem. 5 29 Sept.                    | Sem. 6 6 Oct.                                | Sem. 7 13 Oct.                         | Sem. 8 20 Oct.          | Sem. 9 27 Oct.          | Sem. 10 3 Nov.          | Sem. 11 10 Nov.                          | Sem. 12 17 Nov.         | Sem. 13 24 Nov.               | Sem. 14 1er Déc.             | Sem. 15 8 Déc.           | Ap. Bowls 14 Jan.        |             |
| Sortis du classement : | Sortis du classement : | Iowa State North Western | Syracuse Stanford Nebraska | Michigan State Mississippi State USC Maryland | Washington State Arizona State | California Kansas State USC        | Washington UCF Michigan State Oklahoma State | Wake Forest Virginia Memphis Texas A&M | Washington Temple       | Arizona State           | Appalachian State Texas | Wake Forest Kansas State San Diego State | Navy Texas Indiana      | SMU Texas A&M San Diego State | Oklahoma State Virginia Tech | -                        | USC                      |             |